# متلازمة العين الوهمية
متلازمة العين الوهمية (Phantom eye syndrome) هو الألم الوهمي في العين والهلوسة البصرية بعد إزالة العين.

## الأعراض
يعاني المرضى من واحدة أو أكثر من هذه الاعراض بعد إزالة العين:
- الألم الوهمي في العين المزالة ( 26٪)
- الأحاسيس الوهمية غير المؤلمة
- الهلوسة البصرية. يعاني حوالي 30٪ من المرضى من هلوسات بصرية للعين التي تمت إزالتها. تتكون معظم هذه الهلوسة من التصورات الأساسية (الأشكال والألوان). في المقابل، الهلوسة البصرية جراء فقدان البصر الشديد دون إزالة العين نفسها (متلازمة تشارلز بونيه) تعتبر أقل انتشارا ( 10٪)، وغالبا ما تتكون من صور أكثر تفصيلا.

## أسباب المرض

### الألم الوهمي والأحاسيس الوهمية غير مؤلمة
الألم الوهمي والأحاسيس الوهمية غير المؤلمة تنجم عن تغيرات في الجهاز العصبي المركزي بسبب إزالة الاتصال العصبي عن جزء من الجسم.ألم العين الوهمية أقل شيوعا بكثير من ألم الطرف الشبحي. انتشار الألم الوهمي بعد بتر الأطراف تراوحت من 50٪ إلى 78٪. اما انتشار ألم العين الوهمية، في المقابل، هو حوالي 30٪ فقط.
بعض مبتوري الأطراف، ولكن ليس جميعهمء، وجدت الدراسات وجود علاقة بين الألم قبل الجراحة في الطرف المصاب والألم الوهمي بعد العملية الجراحية. هناك ارتباط كبير بين الألم الوهمي والأحاسيس الوهمية غير مؤلمة مع ألم العين قبل الجراحة والصداع. استنادا إلى البيانات الحالية، فإنه من الصعب تحديد ما إذا كان الصداع أو ألم العين قبل الجراحة من مسببات الظواهر الوهمية أو إذا كان الصداع و ألم العين قبل الجراحة والألم الوهمي والأحاسيس الوهمية غير المؤلمة تعتبر جميعها اعراض ظاهرية لاسباب غير معروفة. ومع ذلك، أظهرت دراسة أن الألم في البشر يؤدي إلى إعادة تنظيم سريع للقشرة الحسية الجسدية. تشير هذه الدراسة إلى أن الألم قبل الجراحة وبعد العملية الجراحية قد يكون شارك في عامل مهم لإعادة التنظيم الحسي الجسدي وتطوير الاحاسيس الوهمية.

### الهلوسة البصرية
قلع العين (وكذلك تلف شبكية العين) يؤدي إلى سلسلة من الأحداث في المنطقة القشرية التي تتلقى المدخلات البصرية بحيث تصبح مثارة وعفوية النشاط العصبي. ويعتقد أن النشاط العفوي الذاتي في القشرة البصرية المنزوعة الأعصاب هو سبب الهلوسة البصرية.

## العلاج
علاج متلازمة العين الوهمية المؤلمة هو زراعة عين اصطناعية في محجر العين الفارغة.